# Magical Mystery Tour (film)
A Magical Mystery Tour a Beatles harmadik filmje, melyet 1967. december 26-án mutatott be a BBC 1. Az első vetítés után a kritikusok és a rajongók sem lelkesedtek érte, ma már viszont külön kultusz nőtt köré.

## A történet
A filmhez nem készült valódi forgatókönyv: Paul McCartney egy darab papírra egy kört rajzolt, melyet nyolc részre osztott fel, ezekbe írva a cselekmény főbb elemeit, valamint a lap aljára néhány fontos dolgot. Az alaptörténet egy autóbuszos kirándulásról és az utasokról szól, a két főszereplő Mr. Richard Starkey és nagynénje, Mrs. Jessie Starkey (Jessie Robins). Rajtuk kívül a csapat fontosabb tagjai: Jolly Jimmy Johnson, az idegenvezető (Derek Royle), Miss Wendy Winters, az utaskísérő (Mandy Weet), Buster Bloodvessel, aki minden utazásra elmegy és mindig idegenvezetőnek képzeli magát (Ivor Cutler), valamint a Beatles.
A kirándulás alatt „négy vagy öt varázsló” jóvoltából „különös dolgok kezdenek történni”. A varázslók közül négyet a Beatles tagjai alakítottak, az ötödik pedig a zenekar „útimarsallja” és jóbarátja, Mal Evans volt.
Mr. Starkey és nagynénje minden elképzelhető dolgon összeveszik. Az utazás során Mrs. Starkey beleszeret Buster Bloodvesselbe, akiben a többiek számára van valami zavaró és nyugtalanító. A kirándulás keretében több különleges programon vesznek részt: a „Maraton” során minden utas más-más eszközzel igyekszik a cél felé (van, aki fut, néhányan autóval mennek, mások tandemmel próbálkoznak, Mr. Starkey pedig a kirándulóbuszt vezeti). Ezután egy sátorba másznak, ami egy tágas vetítőteremhez vezet. Az utolsó előtti jelenetben a kirándulók egy sztriptízbárba térnek be, ahol a Bonzo Dog Doo-Dah Band játszik.
A film egyik csúcspontja, amikor a Beatles az I Am the Walrust adja elő.

## Kritikák
A brit publikum lesújtó véleménnyel volt a filmről. Hunter Davies, a zenekar életrajzírója ezt mondta: „Ez volt az első alkalom, hogy egy művész úgy érezte, hogy nyilvánosan elnézést kell kérnie műve miatt”. McCartney így nyilatkozott: 
Tényleg olyan rossz volt a többi karácsonyi műsorhoz képest? Nem mondhatod a királynő ünnepi beszédére, hogy üres fecsegés volt. Csinálhattunk volna valami kamaszos műsort, de már nem szeretjük azt a fajta szórakoztatást. Énekelhettünk volna karácsonyi dalokat, csinálhattunk volna egy álszent, karácsonyias műsort, mint bárki más. Ez lett volna a legkönnyebb, de mi valami mást akartunk. Lehet, hogy elszúrtuk… lehet, hogy nem. Nem állítjuk azt, hogy ez egy jó film. Ez volt az első próbálkozásunk. Ha elrontottuk, akkor elrontottuk. Kihívás volt, amit nem tudtunk legyőzni. Legközelebb már jobban fog menni. A kezdetektől tisztában voltunk azzal, hogy ez csak gyakorlás. Tudtuk, hogy nem lesz minden a helyén. De ha sok időt töltesz valamivel, azt kezded hinni, hogy jobb annál, mint amilyen valójában. Bizonyos tekintetben örülök, hogy rosszul fogadták. Tudjuk, hogy legközelebb valami rendeset kell csinálnunk.
Ám az idő múlásával McCartney véleménye is megváltozott: „Így visszatekintve szerintem jó volt. Meg voltunk elégedve vele.”

## A filmben elhangzó dalok
- Magical Mystery Tour
- The Fool on the Hill
- Flying
- I Am the Walrus
- Blue Jay Way
- Your Mother Should Know
- Hello, Goodbye (a film végén, a stáblista alatt)
- Jessie's Dream
- All My Loving (nagyzenekari változat)
- She Loves You (karneváli stílusban a maraton alatt)

## VHS- és DVD-kiadások
USA
| Év   | Kiadó                    | Formátum        | Megjegyzés                                       |
| 1978 | Media-Home Entertainment | VHS/Betamax     | -                                                |
| 1988 | Video Collection/Apple   | VHS & Laserdisc | A dalokat George Martin digitálisan újrakeverte. |
| 1992 | MPI/Apple                | Laserdisc       | -                                                |
| 1997 | MPI/Apple                | DVD             | A film első DVD-kiadása.                         |

UK
| Év           | Kiadó        | Formátum        | Megjegyzés                                       |
| 1980-as évek | Empire Films | VHS             | -                                                |
| 1988         | MPI/Apple    | VHS & Laserdisc | A dalokat George Martin digitálisan újrakeverte. |
| 1997         | MPI/Apple    | DVD             | A film első DVD-kiadása.                         |